# Zalesie (Nowe Miasto nad Pilicą)
Pour les articles homonymes, voir Zalesie.
Zalesie (prononciation : [zaˈlɛɕɛ]) est un village polonais de la gmina de Nowe Miasto nad Pilicą dans le powiat de Grójec de la voïvodie de Mazovie dans le centre-est de la Pologne.
Il se situe à environ 14 kilomètres à l'ouest de Nowe Miasto nad Pilicą (siège de la gmina), 40 kilomètres au sud-ouest de Grójec (siège du powiat) et à 75 kilomètres au sud-ouest de Varsovie (capitale de la Pologne).

## Histoire
De 1975 à 1998, le village appartenait administrativement à la voïvodie de Radom.